# Vereniging van Radiozendamateurs
De Vereniging van Radiozendamateurs (V.R.Z.A.) is een vereniging voor radiozendamateurs die op 23 november 1951 is opgericht. De VRZA heeft als doel het radiozendamateurisme te bevorderen en de belangen van haar leden te behartigen. De vereniging is ontstaan als afsplitsing van VERON, omdat er onvrede heerste over de door de VERON gekozen brede koers.
Het clubblad CQ-PA verschijnt 11 keer per jaar, in digitale vorm. Het is op 17 mei 1987 als weekblad begonnen en verscheen daarna nog een periode tweewekelijks. Het blad bevat naast verenigingsnieuws ook technische artikelen over zend- en ontvangtechnieken.
De VRZA onderhoudt een verenigingszender met de roepletters PI4VRZ/A en verzorgt daarvoor uitzendingen op zaterdagmorgen. De zender zendt op de frequenties 70,425 MHz, 145,250 MHz en 7062 kHz in LSB. Sinds 23 april 2011 zijn herhalingen van de uitzending te beluisteren via een webstream. Ook zijn ze te downloaden als een MP3-bestand.
Men kent 23 lokale afdelingen door geheel Nederland, veel afdelingen verzorgen cursussen die ook opleiden voor het zendexamen, en er zijn zelfbouwactiviteits- en meetdagen.